# Trikuspidalklappe

Schema des menschlichen Herzens

Die Trikuspidalklappe (Valva atrioventricularis dextra, rechte Atrioventrikularklappe) ist die Herzklappe zwischen dem rechten Vorhof (Atrium dextrum) und der rechten Herzkammer (Ventriculus dexter). Sie ist eine Segelklappe und besteht bei Säugetieren normalerweise aus drei (tri) Segeln (lateinisch cuspis ‚Zipfel, Spitze‘; daher in C-Schreibweise auch kurz: die Tricuspidalis):
- Cuspis angularis (kranio-medial)
- Cuspis parietalis (lateral)
- Cuspis septalis (kaudal).

Diese drei Segel sind mittels Sehnenfäden (Chordae tendineae) mit den drei Papillarmuskeln der rechten Herzkammer verbunden.
Die Trikuspidalklappe wirkt als Rückschlagventil. Sie öffnet sich bei der Erschlaffung (Diastole) der rechten Herzkammer. Während der Systole schließt sich die Klappe durch den ansteigenden Druck und verhindert das Zurückfließen des Blutes in den rechten Vorhof. Das System aus Sehnenfäden und Papillarmuskeln verhindert, dass die Segel bei der Systole in den rechten Vorhof durchschlagen.
Ein mangelnder Verschluss der Klappe wird als Trikuspidalinsuffizienz bezeichnet. Die Einengung der Öffnung der Trikuspidalklappe heißt Trikuspidalklappenstenose oder abgekürzt Trikuspidalstenose. Das erblich bedingte Fehlen der Klappe wird Trikuspidalatresie genannt. Eine weitere angeborene Fehlbildung ist die Ebstein-Anomalie. Die Messung der Bewegung des Rings der Klappe (tricuspid annular plane systolic excursion, TAPSE) dient in der Herzsonografie (Echokardiographie) zur Einschätzung der Kontraktionsfähigkeit der rechten Herzkammer.
Entsprechend arbeitet in der linken Herzhälfte die Mitralklappe.